# Liste der Einträge im National Register of Historic Places im Lake and Peninsula Borough
Die Liste der Registered Historic Places im Lake and Peninsula Borough führt alle Bauwerke und historischen Stätten im Lake and Peninsula Borough des US-Bundesstaates Alaska auf, die in das National Register of Historic Places aufgenommen wurden.

## Brooks Camp
- Savonoski River Archeological District (Boundary Increase)

## King Salmon
- Amalik Bay Archeological Historic District (National Historic Landmark)

## Kukak Bay
- Kukak Cannery Archeological Historic District

## Port Alsworth
- Dr. Elmer Bly House
- Richard Proenneke Site